# Lepsøyna
Lepsøyna est une île norvégienne du comté de Vestland appartenant administrativement à Fedje.

## Description
Rocheuse et couverte d'une légère végétation, à fleur d'eau, elle s'étend sur environ 389 m de longueur pour une largeur approximative de 259 m. 